# Шмехайм
Шмехайм (нем. Schmeheim) — община в Германии, в земле Тюрингия.
Входит в состав района Хильдбургхаузен. Подчиняется управлению Фельдштайн. Население составляет 326 человек (на 31 декабря 2010 года). Занимает площадь 4,73 км².

## Население
| Год  | Численность | Численность |
| ---- | ----------- | ----------- |
| 2017 | 284         | [ 1 ]       |
| 2019 | 275         | [ 4 ]       |
| 2021 | 266         | [ 5 ]       |
| 2022 | 255         | [ 6 ]       |
| 2023 | 250         | [ 2 ]       |